# Carpo (hold)
A Carpo (görögül Καρπώ) vagy Jupiter XLVI, a Jupiter egyik holdja. 
A Hawaii Egyetem asztronómusai fedezték fel Scott S. Sheppard vezetésével 2003-ban. A S/2003 J 20 jelölést adták neki, míg 2005-ben hivatalosan el nem nevezték.
A Carpo átmérője nagyjából 3 km, és a Jupitert átlagosan 17 145 000 km távolságban 458,625 nap alatt kerüli meg, az ekliptikához képest 56°-os inklináció mellett (55° a Jupiter egyenlítőjéhez képest). Excentricitása 0,2763.
2005-ben nevezték el Carpo után, aki egyike a Hóráknak, és Zeusz (Jupiter) egyik lánya.